# Santa Maria della Vittoria (Nápoly)
A Santa Maria della Vittoria (A győzelem Szűz Máriája) nápolyi temploma 1572-ben épült a Nápolyi-öböl tengerpartján, a Lepantói csata (1571) keresztény győzelmének emlékére.

## Előzmények
A lepantói csata végső ütközete előtt a Szent Liga által kinevezett fiatal Don Juan de Austria fővezérnek megjelent Szűz Mária, s a hagyomány szerint ez segítette győzelemre a kereszténység védelmezőit az Oszmán Birodalom Európát fenyegető flottája fölött. Ezért hálából megfogadták templom építését. A templom a világraszóló diadal után már egy évvel fel is épült.

## Leírása
A templom eredeti reneszánsz vonásait az Ausztriai Johanna, a lepantói győztes leánya által elvégeztetett felújítások során (1630 előtt) a templom elveszítette. Belsejének barokkos díszítőeleme ma a kupolát tartó négy korinthoszi oszlop. A főoltárkép – amely a Szűzanya jelenését ábrázolja a csata során – Massimo Stanzione alkotása.

## Belső képek

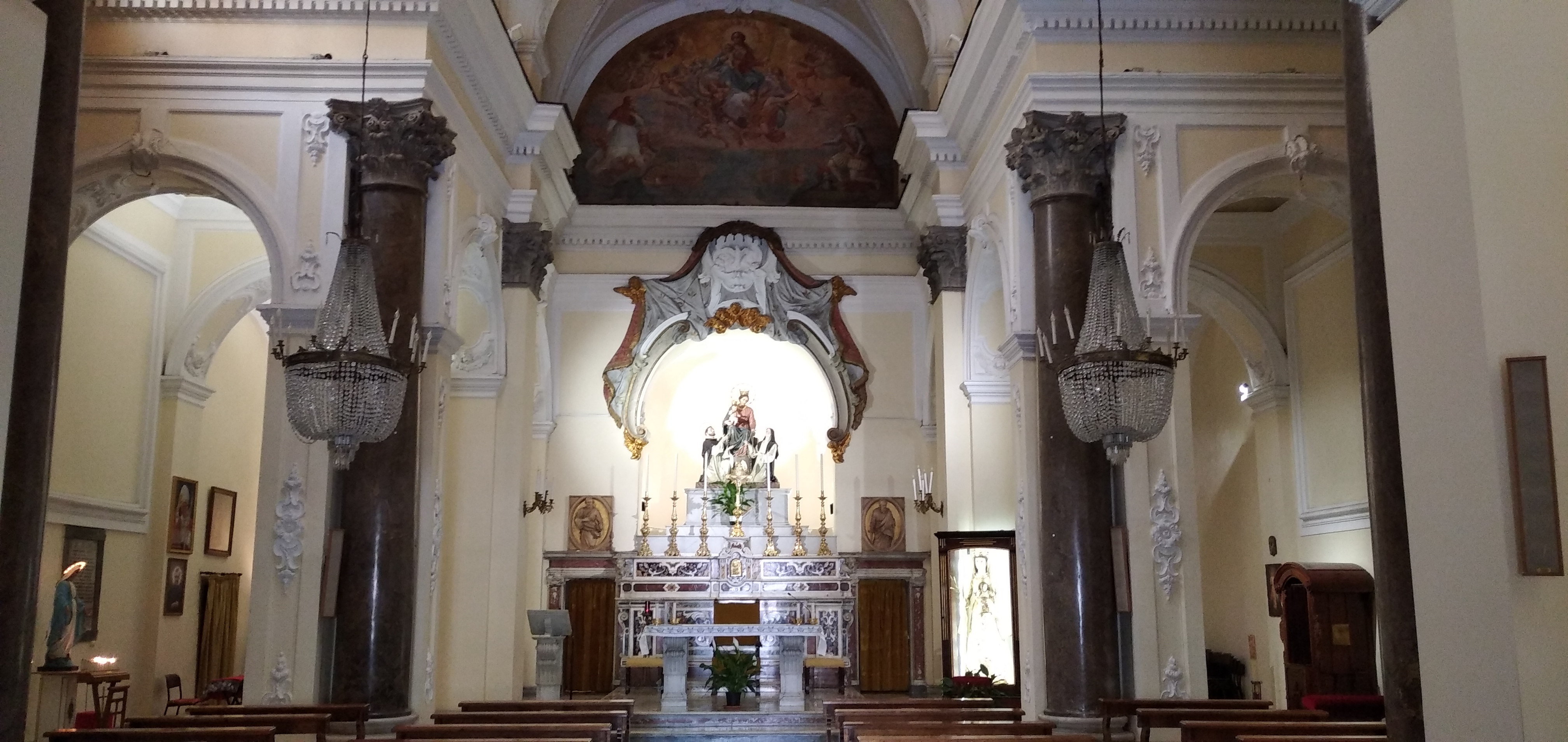
A főoltár a négy korinthoszi oszloppal
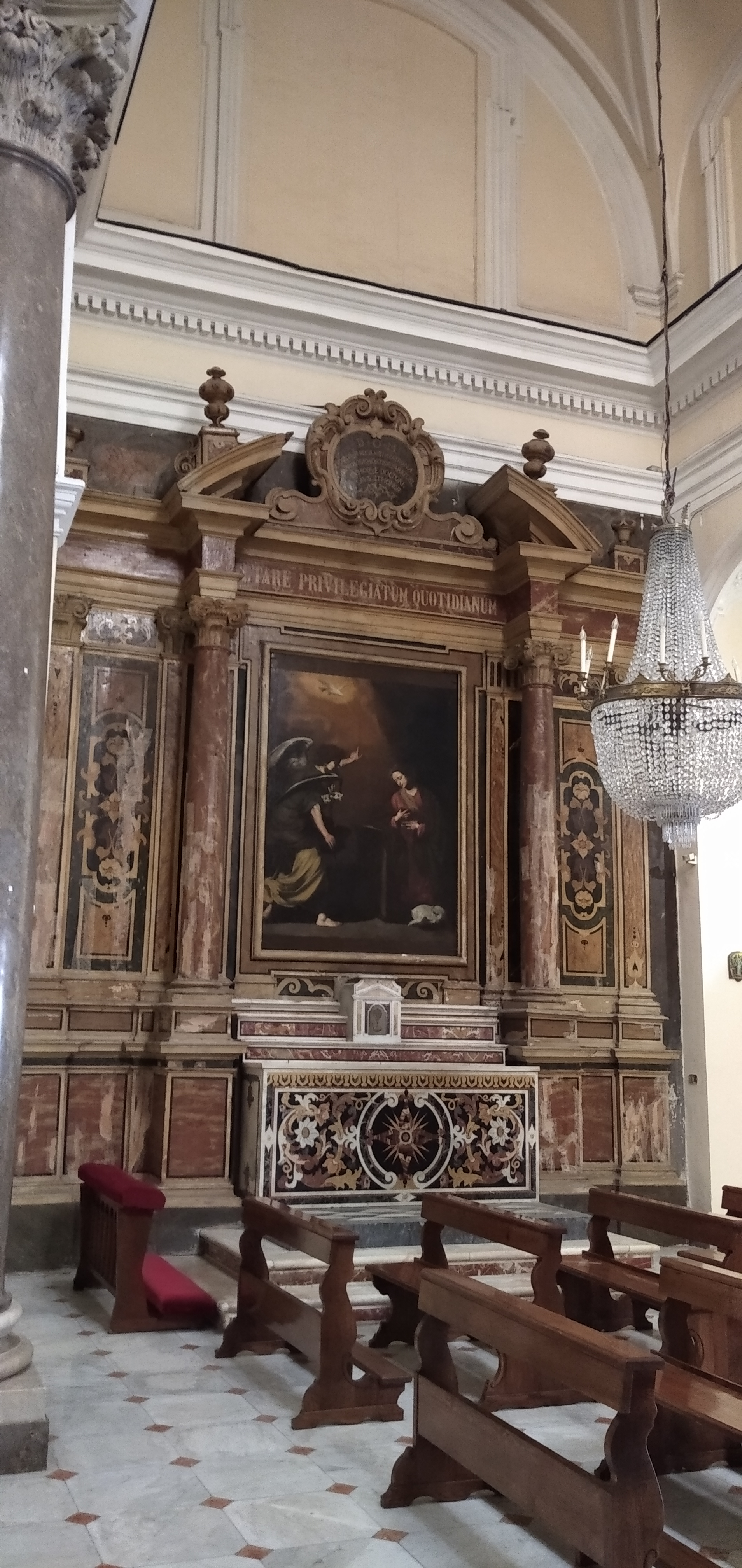
A jobb oldali oltárképen az Angyali üdvözlet